# جيريت غراهام
جيريت غراهام (بالإنجليزية: Gerrit Graham)‏ (و. 1949 – م) هو كاتب سيناريو، وممثل تلفزيوني، وممثل أفلام، وممثل، وكاتب غنائي، من الولايات المتحدة الأمريكية، ولد في مدينة نيويورك.

## وصلات خارجية
- جيريت غراهام على موقع IMDb (الإنجليزية)
- جيريت غراهام على موقع ميوزك برينز (الإنجليزية)
- جيريت غراهام على موقع أول موفي (الإنجليزية)
- جيريت غراهام على موقع قاعدة بيانات الأفلام السويدية (السويدية)
- جيريت غراهام على موقع إن إن دي بي (الإنجليزية)
- جيريت غراهام على موقع ديسكوغز (الإنجليزية)
- جيريت غراهام على موقع قاعدة بيانات الفيلم (الإنجليزية)